# Codifica vocale Model Based
La codifica vocale basata su modelli (Model Based) è utilizzata nella telefonia mobile, dove è necessario mantenere bitrate bassi rispetto alla telefonia fissa, e garantire una robustezza su canali ad elevato tasso di errore.

## Principi di base
Il segnale vocale presenta, su intervalli temporali di 10, 20 o 30 ms, caratteristiche spettrali quasi stazionarie, dovute alla struttura del cavo orale e nasale umano. Questo può assimilarsi a un filtro che contiene picchi spettrali ad intervalli precisi, opportunamente eccitato da un segnale di ingresso. Questo filtro può essere descritto come un filtro a soli poli.
Inoltre l'orecchio umano può percepire come intelligibile e di qualità accettabile un segnale che riproduca soltanto le caratteristiche spettrali a breve termine della voce. In questo modo si può approssimare la voce con diversi livelli di qualità.

## Metodi usati nella telefonia mobile
Nella telefonia mobile GSM o UMTS le codifiche model based si differenziano sulla base del segnale di eccitazione del filtro che approssima la voce:
- nel caso del GSM si usa un treno di impulsi di ampiezza variabile (codificatore RPE-LTP-LPC)

- nel caso dell'UMTS si usa un insieme di sequenze (codebook) eventualmente aggiornato in modo adattivo (codificatore AMR)